# Реченични акценат
Реченични акценат служи за истицање оних речи које смисао реченице захтева. Поједини делови реченице се истичу и другим средствима у језику, као што је место које им се у реченици даје и др.

## Препоручена литература
- М. Стевановић: „Граматика српскохрватског језика“ за гимназије; шесто издање; Обод Цетиње 1968.